# Калінувка-Бистри
Калінувка-Бистри (пол. Kalinówka-Bystry) — село в Польщі, у гміні Рутки Замбровського повіту Підляського воєводства.
Населення — 68 осіб (2011).
У 1975-1998 роках село належало до Ломжинського воєводства.

## Демографія
Демографічна структура станом на 31 березня 2011 року:
|          | Загалом | Допрацездатний вік | Працездатний вік | Постпрацездатний вік |
| -------- | ------- | ------------------ | ---------------- | -------------------- |
| Чоловіки | 31      | 7                  | 23               | 1                    |
| Жінки    | 37      | 5                  | 22               | 10                   |
| Разом    | 68      | 12                 | 45               | 11                   |